# Frignano da Sesso

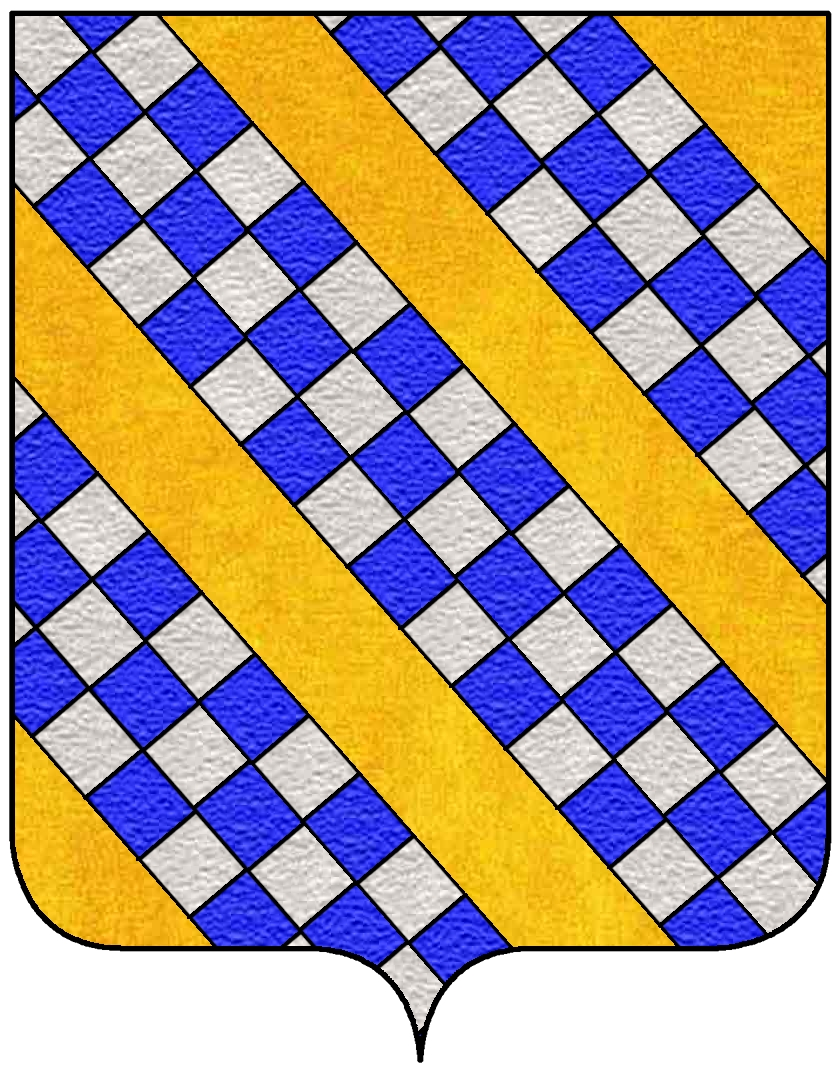
Stemma di famiglia

Frignano da Sesso (... – ottobre 1341) è stato un condottiero italiano.

## Biografia
Nacque nella nobile famiglia dei da Sesso di Reggio Emilia di origini longobarde.
Fu condottiero al soldo di Mastino della Scala a Verona. Nel 1335, dopo un periodo di esilio, tornò a Reggio Emilia dove prese alloggio nel Palazzo degli Anziani e fece costruire alloggiamenti per la guarnigione cittadina distruggendo alcuni portici e botteghe presenti nella piazza. Nel 1338 venne nominato Podestà di Parma e tre anni più tardi fu impegnato a favore degli scaligeri, alleati con Lucca, in una guerra contro Pisa scontrandosi contro Francesco Castracani presso Coreglia Antelminelli. A seguito della vittoria gli scaligeri lo nominano capitano di guerra di Lucca, carica che manterrà fino a quando la città verrà venduta a Firenze. In ottobre dell'anno stesso rimane ucciso in una battaglia presso San Quirico.